# Joe Lovano
Joe Lovano, rodným jménem Joseph Salvatore Lovano (* 29. prosince 1952 Cleveland, Ohio, USA) je americký jazzový saxofonista. Jeho otcem byl saxofonista Tony „Big T“ Lovano, který jej naučil základy hře na saxofon; následně studoval na hudební škole Berklee College of Music. Po dokončení studií začal spolupracovat s Jackem McDuffem, Dr. Lonniem Smithem a před tím, než se přestěhoval do New Yorku, hrál tři roky v orcehstru Woodyho Hermana. V New Yorku začal hrát s bubeníkem Melem Lewisem. Během své kariéry spolupracoval s mnoha dalšími hudebníky, mezi které patří Paul Motian, John Zorn, Charlie Haden, McCoy Tyner nebo John Scofield a mnohod dalších. Jeho manželkou je jazzová zpěvačka Judi Silvano.